# Olidam
Olidam was een havezate gelegen in de buurtschap Kerspel Goor in de Nederlandse gemeente Hof van Twente even ten zuiden van Goor in de provincie Overijssel. De plaats waar het huis heeft gestaan maakt nu deel uit van een park in de Goorse wijk Kevelhammerhoek.

## Geschiedenis
Olidam wordt voor het eerst genoemd in een lijst van leenmannen van Roelof van Bevervoorde uit circa 1320. Berent van Hovele heeft het hues ten Olidamme dan in leen. In de lijst van de leenmannen van de bisschop van Utrecht uit 1379/1382 worden zowel Gerrit van Bevervoorde als Roelof van Hoevel als leenmannen genoemd. Vermoedelijk worden beiden genoemd omdat Van Bevervoorde het in leen hield en Van Hoevel in achterleen.
In het Twentse verpondingsregister van 1601 staat het erf aangegeven als Esken ten Poele, het was toen in het bezit van de families Splinter en Achtevelt.
Uit de archieven van huis Weldam blijkt dat Unico Ripperda omstreeks 1631 een derde deel had gekocht. Unico Ripperda had in 1631 voor zes jaren zijn deel verpacht aan ene Herman op den Olidam. In 1648 werden de resterende twee delen van mevrouw van Boeymer gekocht door Johan Ripperda tot Weldam en voegde het bij zijn landgoed Weldam waartoe het sindsdien behoort. Later wordt het erf aangeduid met Poolboer en de beek die langs de boerderij stroomde Poolsbeek. De boerderij Pool is in 1945 afgebrand.

## Opgravingen
In 1965 en 1966 werd archeologisch onderzoek naar de havezate gedaan, waarvan geen betrouwbare afbeeldingen bekend zijn. Hierbij werden op de anderhalf meter hoge heuvel fundamenten (50 centimeter dik) van een bouwwerk van 10,5 bij 7 meter buitenwerks gevonden. Deze fundering bestaat uit grote zwerfstenen op de hoeken met kleinere stenen ertussen. Hierdoor vermoedt men dat het gebouw een spieker was gebouwd in een vakwerkconstructie. De restanten zijn aangemerkt als rijksmonument.

## Referentie
1. ↑  E.D. Eijken, Repertorium op de Overstichtse en Overijsselse leenprotocollen 1379-1805, Online versie
2. ↑  Historisch centrum Overijssel:  - Het Olidam door mr. J. Belonje
3. ↑  Website: tctubantia[dode link] - Olidam en Poolsvijver bij Goor
4. ↑  Website: hofvantwente.gemgids.nl[dode link] - Cultuurhistorie